# Всемирная неделя гармоничных межконфессиональных отношений

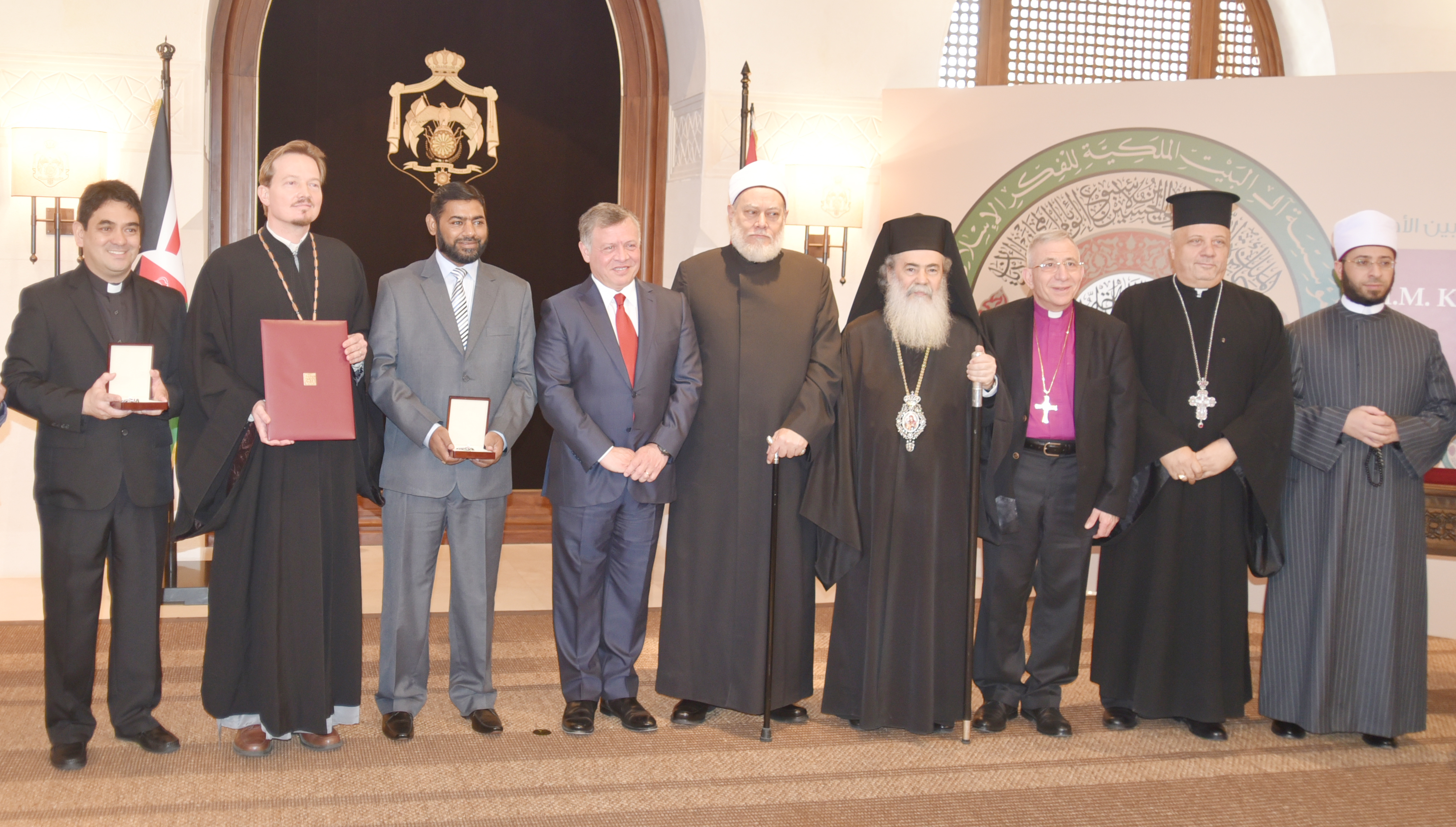
Фотография, представленная на конкурсе в честь недели гармоничных межконфессиональных отношений. Представители различных вероисповеданий на встрече в Аммане, 2016 год

Всемирная неделя гармоничных межконфессиональных отношений отмечается в первую неделю февраля каждого года и призывает людей всех вероисповеданий к гармоничным взаимоотношениям. Генеральная ассамблея ООН призвала все государства на добровольной основе поддерживать в течение этой недели распространение идей межконфессиональной гармонии и доброй воли в церквях, мечетях, синагогах, храмах и других молитвенных домах во всем мире на основе любви к Всевышнему и любви к ближнему или почитания добра и любви к ближнему, в зависимости от собственных религиозных традиций или убеждений.

## Общая информация
23 сентября 2010 года, на 65-й сессии Генеральной Ассамблеи ООН король Иордании Абдалла II предложил провозгласить первую неделю февраля каждого года Всемирной неделей гармоничных межконфессиональных отношений. В своей речи Абдалла II сказал:
Необходимо также противодействовать силам раскола, стремящимся посеять недопонимание и недоверие, в особенности между народами, исповедующими разные религии. В действительности же люди во всем мире тесно связаны друг с другом, причем не только взаимными интересами, но и общими заповедями о любви к Богу и ближнему, любви к добру и ближнему своему. На этой неделе наша делегация при поддержке друзей на всех континентах внесет проект резолюции о проведении ежегодной Всемирной недели гармоничных межконфессиональных отношений. Мы предлагаем, чтобы в течение одной недели люди во всем мире, собираясь в местах отправления своего религиозного культа, рассказывали о воплощенных в их религиозных учениях заповедях терпимости, уважения к другим и мира. Я надеюсь, что Ассамблея поддержит этот проект резолюции.
20 октября 2010 года принц Иордана Гази бен Мухаммад, специальный советник и личный посланник короля Абдаллы II, а также автор резолюции, представил Генеральной ассамблее ООН в Нью-Йорке предложение о Всемирной неделе гармоничных межконфессиональных отношений. Резолюция была принята единогласно.
Резолюция продолжает инициативу «Общее слово», созданную в 2007 году принцем Гази бен Мухаммадом. В основу этой инициативы, так же как и резолюции, положена общая для всех идея любви к Всевышнему (или почитания добра) и любви к ближнему.
В своём выступлении перед Генеральной ассамблеей принц Гази заявил, что цель Всемирной недели гармоничных межконфессиональных отношений в следующем:
морально поддерживать молчаливое большинство проповедников, вдохновляя их на проповеди в пользу мира и гармоничных отношений, и чтобы обеспечить им уже готовый механизм для этого. Кроме того, если проповедники и религиозные наставники публично примут на себя обязательства раз в год выступать с проповедью в пользу мира и гармоничных отношений, то в следующий раз, когда произойдет очередной межрелигиозный кризис или провокация на этой основе, они не смогут вернуться к местечковому состоянию страха и недоверия и, по всей вероятности, сумеют противостоять подстрекательству.
Проект резолюции под номером A/65/L5, озаглавленный «Всемирная неделя гармоничных межконфессиональных отношений», был выдвинут Иорданом и получил поддержку ещё 29 стран: Азербайджан, Албания, Бангладеш, Бахрейн, Гайана, Гватемала, Гондурас, Грузия, Доминиканская Республика, Египет, Йемен, Казахстан, Катар, Коста-Рика, Кувейт, Либерия, Ливия, Маврикий, Марокко, ОАЭ, Оман, Парагвай, Российская Федерация, Сальвадор, Саудовская Аравия, Танзания, Тунис, Турция и Уругвай.

## Текст резолюции
Резолюция ООН 65/5 гласит:
Генеральная Ассамблея,
ссылаясь на свои резолюции 53/243 A и B от 13 сентября 1999 года о Декларации и Программе действий в области культуры мира, 57/6 от 4 ноября 2002 года о поощрении культуры мира и ненасилия, 58/128 от 19 декабря 2003 года о поощрении религиозного и культурного взаимопонимания, гармонии и сотрудничества, 60/4 от 20 октября 2005 года о Глобальной повестке дня для диалога между цивилизациями, 64/14 от 10 ноября 2009 года об Альянсе цивилизаций, 64/81 от 7 декабря 2009 года о поощрении межрелигиозного и межкультурного диалога, взаимопонимания и сотрудничества на благо мира и 64/164 от 18 декабря 2009 года о ликвидации всех форм нетерпимости и дискриминации на основе религии или убеждений, признавая настоятельную необходимость диалога между разными конфессиями и религиями в деле укрепления взаимопонимания, согласия и сотрудничества между людьми, с удовлетворением напоминая о различных глобальных, региональных и субрегиональных инициативах, касающихся взаимопонимания и гармоничных межконфессиональных отношений, включая Трехсторонний форум по межконфессиональному сотрудничеству во имя мира и инициативу «Общее слово», признавая, что моральным долгом во всех религиях, убеждениях и вероисповеданиях является стремление к миру, терпимости и взаимопониманию,
1. вновь подтверждает, что взаимопонимание и межрелигиозный диалог являются важными составляющими культуры мира;
2. провозглашает первую неделю февраля каждого года Всемирной неделей гармоничных межконфессиональных отношений между всеми религиями, вероисповеданиями и конфессиями;
3. призывает все государства на добровольной основе поддерживать в течение этой недели распространение идей межконфессиональной гармонии и доброй воли в церквях, мечетях, синагогах, храмах и других молитвенных домах во всем мире на основе любви к Всевышнему и любви к ближнему или почитания добра и любви к ближнему, в зависимости от собственных религиозных традиций или убеждений;
4. просит Генерального секретаря продолжать информировать Генеральную Ассамблею об осуществлении настоящей резолюции.